# Скорульська Наталія Михайлівна
Ната́лія Миха́йлівна Скору́льська (20 листопада 1915, Житомир — 6 серпня 1982, Київ) — українська балерина, балетмейстерка, педагогиня, лібретистка, заслужена артистка УРСР (1951). Дочка композитора Михайла Скорульського, мати Роксани Скорульської.

## Життєпис
Наталія Скорульська народилася в Житомирі 7 листопада 1915 року у родині композитора Михайла Скорульського.

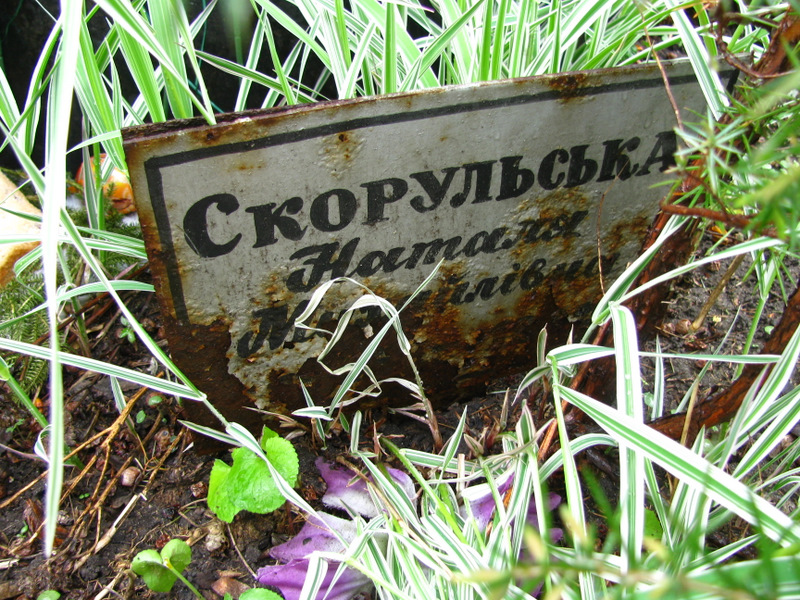
Могильний напис Н. М. Скорульській на могилі М. А. Скорульського на Байковому цвинтарі в Києві

1931 — закінчила Житомирську хореографічну студію.
1934 — закінчила хореографічний і драматичний відділ Київського музично-драматичного технікуму.
1932—1955 (чи 1934—1956) — солістка балету Київського театру опери та балету імені Т. Шевченка.
1941—1944 — артистка Об'єднаних театрів опери і балету в Алма-Аті.
1942—1944 — асистентка балетмейстера в театрі імені Абая
1953—1982 (з перервами) — балетмейстерка Київського театру опери та балету імені Т. Шевченка
1965—1970 — балетмейстерка-педагогиня дитячої хореографічної студії Київського палацу піонерів і школярів
З 1972 року викладала композицію танцю в Інституті культури імені А. Е. Корнейчука (Київ).
Похована на Байковому кладовищі в Києві разом з батьком М. А. Скорульським.

## Діяльність

### Балетний репертуар
Основні партії: Одетта-Одиллія, за іншими даними — тільки Одетта («Лебедине озеро» П. І. Чайковського), Лауренсія («Лауренсія» А. А. Крейна), Марія, Зарема («Бахчисарайський фонтан» Б. Асаф'єва), Айша, Гаяне, Маріула, Афіна, Гера, Головна Русалка («Лілея» К. Данькевича), Русалка водяна («Лісова пісня» М.Скорульського) та ін.

### Балетмейстерка
Скорульська поставила балети:
1958 — «Лісова пісня» М. А. Скорульського (спільно з В. Вронським), Київський театр опери та балету ім. Т. Шевченка. В 1972 році Н. Скорульська відтворила цю постановку в Київському театрі опери та балету.
1961 — «Лісова пісня» М. А. Скорульського, Донецький театр опери та балету.
1962 — «Ульянка» А. Коломійця (балетна студія київського Палацу піонерів).
1963 — «Тіні забутих предків» В. Кирейка (Київський театр опери та балету; Донецький театр опери і балету)
1965 — «Королівство кривих дзеркал» Ю. Рожавської (Народний театр балету Жовтневого палацу культури, Київ).
Ставила танці в драматичних постановках.

### Лібретистка
Авторка лібрето балетів «Лісова пісня» М. Скорульського, «Королівство кривих дзеркал» Ю. Рожавської, «Івасик», «Ульянка» А. Коломійця, «Маруся Богуславка» Анатолія Свєчнікова (спільно з Всеволодом Чаговцем), «Тіні забутих предків» В. Кирейка (спільно з Флоріаном Коцюбинським), «Оргія» В. Кирейка за драмою Лесі Українки.
Авторка статей з питань хореографії на сторінках періодичної преси.

## Нагороди
1951 — Заслужена артистка УРСР

## Вшанування пам'яті
У Житомирі проводиться щорічний конкурс хореографічного мистецтва — Міжнародні Хореографічні Асамблеї ім. Н. Скорульської.
2016 року на будинку Житомирської обласної філармонії імені Святослава Ріхтера  встановлено меморіальну дошку балерині Наталії Скорульській.